# Weiße Marter (Irlbach)

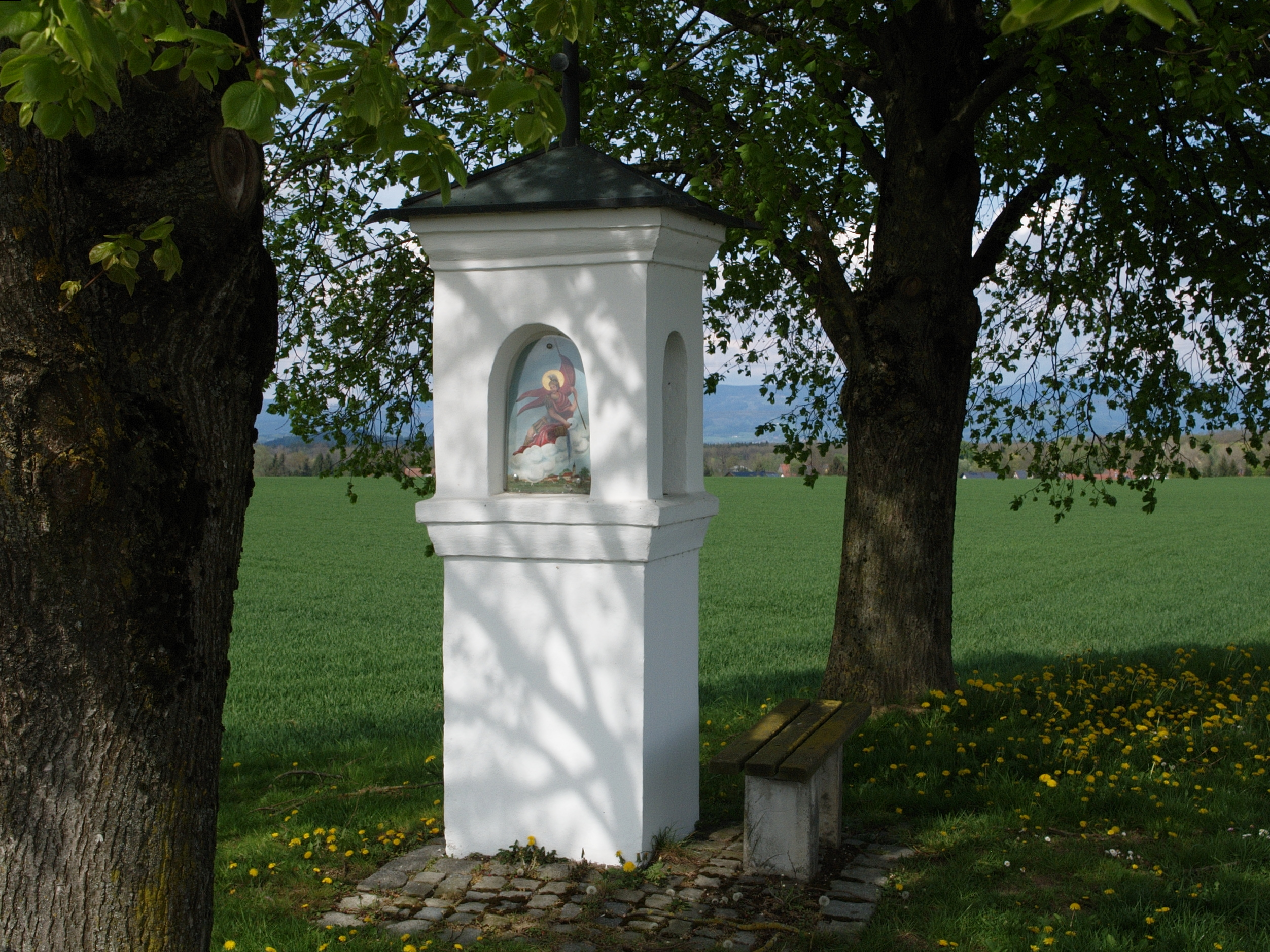
Weiße Marter (April 2015)

Die Weiße Marter in Irlbach ist ein historischer Bildstock. Das Bayerische Landesamt für Denkmalpflege verzeichnet sie unter der Denkmalnummer D-2-78-140-10.

## Standort
Der Bildstock befindet sich Im Heiglberg an der Kreisstraße SR 7 bei der Einmündung eines Wirtschaftsweges unmittelbar an der Gemeindegrenze zu Straßkirchen. Um den Bildstock gruppieren sich drei Linden.

## Beschreibung
Die Weiße Marter ist ein gemauerter, verputzter und geweißter Pfeiler mit quadratischer Grundfläche, Gesimsgliederung und Zeltdach. Vier Mauernischen dienen zur Aufnahme von Heiligenbildern. Die Bilder des Pestheiligen Sebastian, des Heiligen Florian und des  Heiligen Georg sind erhalten, Das Bild des Heiligen Martin ging verloren.

## Geschichte
Der Bildstock stammt aus dem 17./18. Jahrhundert. Er wurde 1983 um eineinhalb Meter von der Straße zurückversetzt. 2006 wurden die drei im Bildstock eingelassenen Heiligenbilder neu gemalt.